# 仲谷一志
仲谷 一志（なかたに ひとし、1965年4月8日- ）は、福岡県を中心に活動を展開しているローカルタレント、俳優。劇団ショーマンシップ座長。

## 人物
- 北九州市若松区出身。福岡県立八幡高等学校卒業後、福岡市の地元劇団テアトルハカタに入り、劇団員として10年間在籍。1992年よりフリーとなり、一人芝居の上演を始める。その後「劇団ショーマンシップ」を立ち上げ、座長となる。

- 長年出演しているRKBラジオの平日の昼ワイド『歌謡曲ヒット情報』で幅広い年齢層のリスナーの支持を獲得する。現在はラジオ出演や各種イベントの司会等でも活躍中。

- 通称「トシ坊」。あべやすみとは、『歌謡曲ヒット情報』で共演したことがきっかけで、「あべちゃんトシ坊」のコンビが誕生した。

- 男性としての身嗜みに意識が高く、コスメにも大変造詣が深いことを番組内で称賛されている。使用する美容関連グッズへのこだわりがある。が2018年現在は一切興味がないに男心の本質を突く名言にもリスナーからの支持がある。

- 以前番組内でプロボクサーの試合を『ボクサーは四方八方にいる観客の前で自分の生き様を見せるスポーツだ』と名言を残した。

- 会社を経営する家に育ち、母は大型特殊車両免許を持つ。バイタリティのある母親の事を番組内で公表した。

- メールでは(笑)を使わないようにしている。

- 彼のトークの傾向として女性に関する話題となると『おちゃらけ』となるが、男の生き方に関する話となると一転、矜持を見せる深いトークを披露する。

- 整髪料は舞台以外使用しない。

- 2012年12月14日、番組に多くのリスナーより結婚の祝辞が寄せられた。

- 自身のFacebookに自撮り写真をよく乗せている。その事について芸人ゴリけんに「自撮りは男前がするものなのにおかしい！」と突っ込まれている。

- 猟犬ポインターに追われた過去がある。その際付近を車で通りかかったあべやすみに助けを求めたが、笑顔で通り過ぎて行ったと話している。

- 2016年4月に、ミックス犬を飼う。名前は自身がメインパーソナリティをしているラジオ番組米岡誠一・仲谷一志の午後のブルドッグから取った「ブル」
- 非喫煙者である。

## 出演

### 現在
- 仲谷一志・下田文代のよなおし堂（RKBラジオ、金曜 14:00 - 17:25）

### 過去
- 仲谷一志のPOP4（RKBラジオ、月曜〜木曜 23:25 - 24:00。2006年9月まで）
- 仲谷一志のわんかめ（RKBテレビ、時期不明。深夜に放送していた）
- エンタメバラエティ THE☆ヒット情報（RKBラジオ、月曜〜水曜 13:00 - 16:30）
- 仲谷一志のトンガリキック!! (RKBラジオ、月曜 20:00 - 20:30)
- あべちゃんトシ坊!こりない二人（土曜 13:05 - 17:00）
- 米岡誠一・仲谷一志の午後のブルドッグ（月曜〜金曜 15:00 - 16:30）
- 明日への伝言板（CROSS FM、月曜～金曜 18:55 - 19:00) ※2017年11月に放送